# Kate Forbes
Pour les articles homonymes, voir Forbes (homonymie).
Kate Elizabeth Forbes, née le 6 avril 1990 à Dingwall, est une femme politique écossaise, membre du Parti national écossais (SNP). 
Elle est députée au Parlement écossais (MSP) pour la circonscription de Skye, Lochaber et Badenoch depuis les élections législatives écossaises de 2016.
De 2020 à 2023, elle occupe le poste de secrétaire du cabinet chargée des Finances.
Le 8 mai 2024, elle est nommée vice-Première ministre d’Écosse.

## Biographie

### Enfance
Durant son enfance, elle passe trois ans en Inde, puis poursuit son éducation dans une école gaélique en Écosse. Elle retourne en Inde à l'âge de 10 ans et y vit jusqu'à l'âge de 15 ans, son père étant soignant de personnes défavorisées. Elle retourne à Glasgow, en Écosse, et termine ses études à la Dingwall Academy . 

### Éducation
Kate Forbes étudie l'histoire à Cambridge (Selwyn College)  et obtient un Bachelor of Arts en 2011 puis obtient une maîtrise en histoire de la diaspora et des migrations en 2013 à l'université d'Édimbourg.

### Début de carrière
Kate Forbes travaille deux ans pour le député du parlement écossais Dave Thompson (en) puis étudie durant deux années pour devenir comptable en 2013. Elle travaille ensuite pour la banque Barclays pendant deux ans.

## Carrière politique

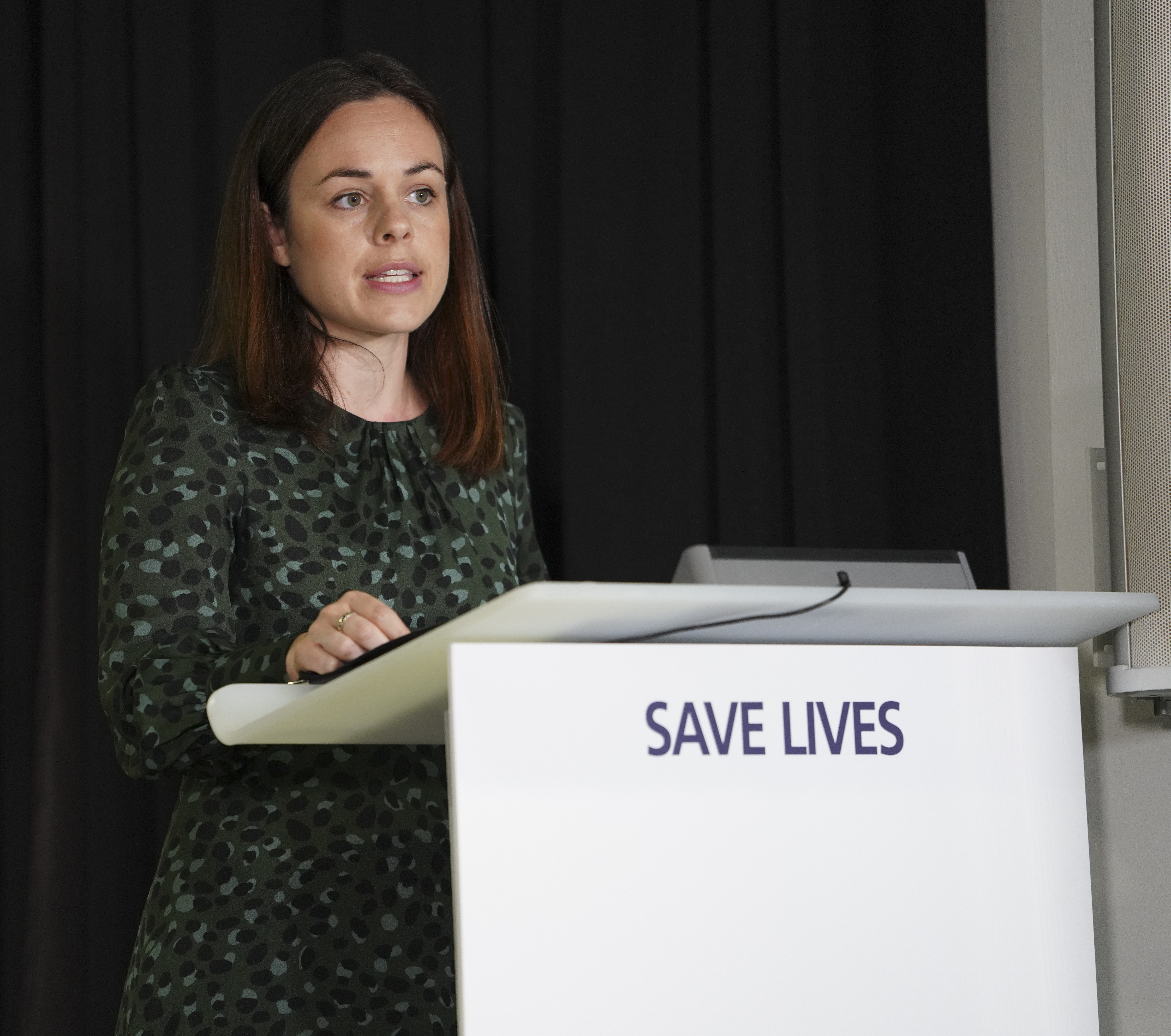
Kate Forbes à la conférence de presse du gouvernement écossais sur la pandémie de Covid-19, en juillet 2020.

### Députée
En août 2015, Kate Forbes est choisie comme candidate du SNP par les militants locaux appartenant à la circonscription de Skye, Lochaber et Badenoch, puisque le député sortant, Dave Thompson, ne se représente pas aux prochaines élections. Elle s'implique dans la campagne du SNP visant à réduire les inégalités salariales entre hommes et femmes dans les Highlands. Elle est élue lors des élections législatives écossaises de 2016,.
Elle est responsable du groupe multipartite du parlement écossais sur le gaélique écossais, jusqu'en novembre 2018, date à laquelle elle est nommée à un poste ministériel dans le gouvernement écossais. Elle se prononce en faveur de l'obtention du statut de patrimoine culturel immatériel de l'UNESCO pour protéger le gaélique écossais. En mars 2018, elle donne un discours devant le parlement écossais en gaélique lors d'une séance plénière sur cette langue.
En mai 2018, Kate Forbes en appelle au gouvernement pour laisser les enfants pratiquer leur religion à l'école sans faire l'objet de moqueries, déclarant : « Je voulais dire que les élèves devraient être autorisés à explorer, développer et comprendre la diversité des religions en Écosse, car s'ils peuvent la comprendre à l'école, il faut espérer que pendant le reste de leur vie, ils seront tolérants envers les gens qui croient que les choses sont différentes pour eux. ».

### Entrée au gouvernement

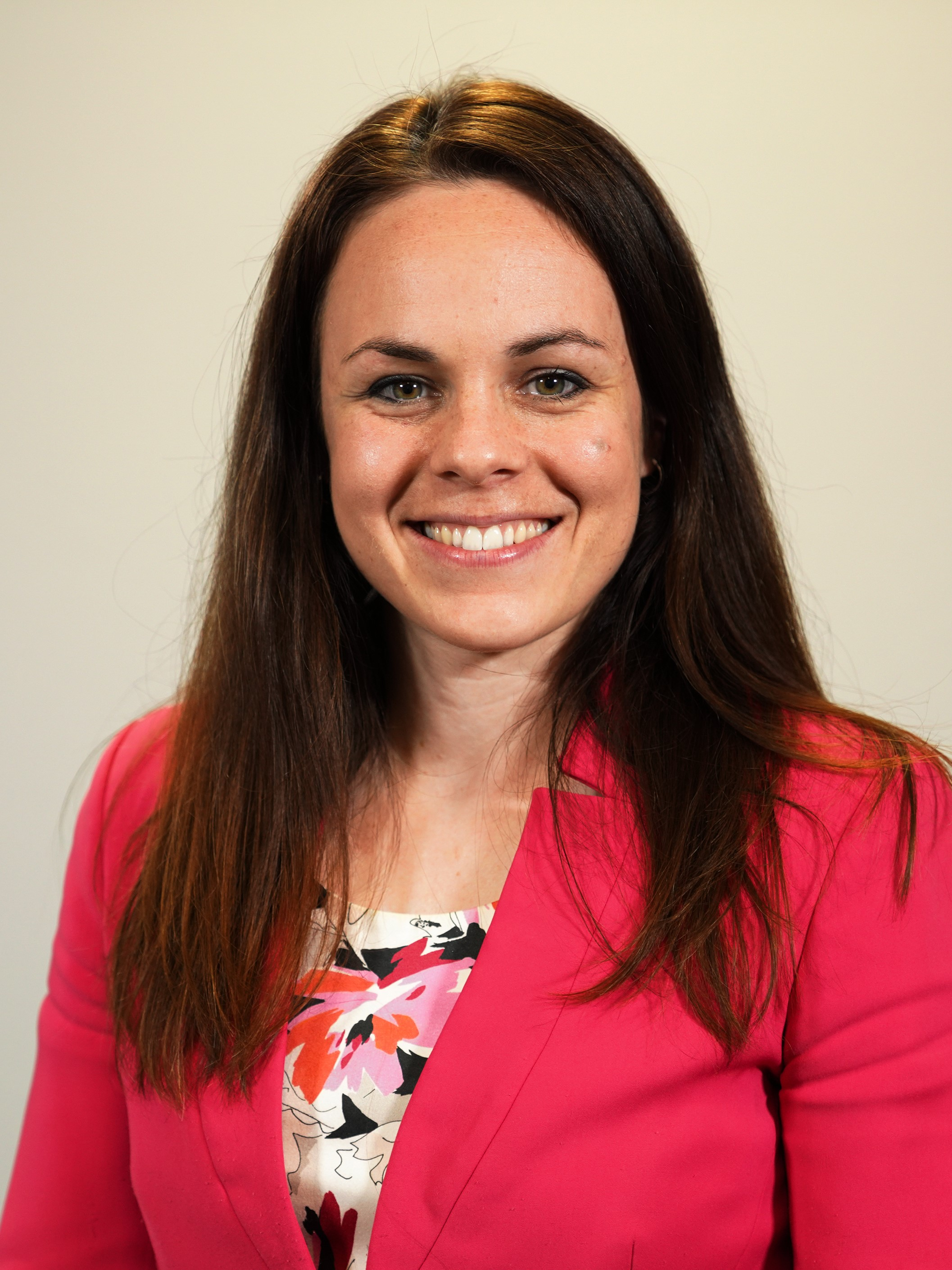
Portrait officiel de Kate Forbes en 2021.

Le 27 juin 2018, Kate Forbes est nommée au gouvernement écossais en tant que ministre des Finances publiques et de l'Économie numérique dans le cadre d'un remaniement ministériel annoncé par la première ministre d'Écosse, Nicola Sturgeon,.
Le 6 février 2020, elle devient la première femme à présenter le budget écossais (en) après la démission de Derek Mackay (en) de son poste de secrétaire du Cabinet chargé des Finances, de l'Économie et du Travail équitable. Auparavant, aucune femme n'avait présenté de budget au parlement écossais ou au parlement britannique, bien qu'elles l'aient déjà fait aux assemblées galloises et nord-irlandaises. Le 17 février, elle est nommée secrétaire du Cabinet chargée des Finances, devenant la première femme à occuper ce poste.
Le 6 mai 2021, elle est réélue avec une majorité de 15 681 votes, soit 7 000 de plus qu'en 2016.
À la suite de la démission de la première ministre d'Écosse, Nicola Sturgeon, le 15 février 2023, Kate Forbes annonce sa candidature pour la remplacer à la direction du Parti national écossais le 20 février, mais elle échoue au second tour de l'élection contre Humza Yousaf le 27 mars 2023.